# Camellia vidalii
Camellia vidalii är en tvåhjärtbladig växtart som beskrevs av J. C. Rosmann. Camellia vidalii ingår i släktet Camellia och familjen Theaceae. Inga underarter finns listade i Catalogue of Life.